# Čtvrtého července
Čtvrtého července je česká vlastenecká píseň. Její text napsal Alois Matoušek na melodii lidové písně Trucovitá milá pro členy Sokola v Košířích (dnes část Prahy), kteří se 4. července 1886 účastnili slavnostního rozvinutí praporu nově ustavené sokolské jednoty v Břevnově. Má několik verzí; někdy je zpívána s úvodními slovy Šestého července nebo výjimečně Osmý listopade. František Kmoch zakomponoval první dvě sloky do své orchestrální skladby Sokolský den.

## Okolnosti vzniku
V Břevnově byla v srpnu 1885 založena sokolská jednota. Počátkem června 1886 měla 80 členů, 30. května pořádala první veřejný výlet. Nechala si ušít prapor a pozvala veřejnost na jeho slavnostní uvedení v neděli 4. července 1886, spojené s charitativní národní slavností. Cílem bylo, vedle propagace nového spolku, povzbudit vlastenecké uvědomění obyvatel na podporu českých státoprávních snah a vybrat peníze ve prospěch Ústřední matice školské.
Akce začala velkolepě. Už v předvečer bylo mnoho břevnovských domů ozdobeno českými, moravskými a slovanskými vlajkami. Po určitém zdržení, způsobeném bouřkou a požárem nedaleké stodoly, odešel průvod z restaurace Petynka, která byla centrem oslav, ke kostelu sv. Markéty, kde páter Bonifác Holub sloužil mši. Poté na nádvoří proběhl obřad svěcení praporu spojený se zatloukáním hřebíků, projevy funkcionářů, sborovým zpěvem a nakonec předáním praporu určenému praporečníku. Pak se účastníci za zvuků hudby přesunuli zpět na Petynku, kde po proslovech sokolských vůdců Františka Čížka z Prahy a Karla Venduláka z Břevnova začala národní slavnost. Hrály zde kapely a ochotnická divadla, vystupovali artisté, prodávaly se dárky. Účastnili se sokolové, hasiči, baráčníci a členové dalších spolků z Prahy a tehdy samostatných obcí Karlína, Žižkova, Holešovic-Buben, Libně, Košíř, Braníku, Vršovic, Střešovic, Veleslavína, Řep a Podbaby, V sokolských průvodech šly řádově tisíce lidí (na jednom místě je zmiňován počet 2000) a Ústřední matici školské byl předán čistý výnos 450 zlatých.
Přítomna byla také sokolská jednota v Košířích. Její zakládající člen Alois Matoušek (1853-1898) byl známý jako autor písní, které se mezi sokolstvem šířily ústním podáním. Některé se zpívaly jen v blízkém okolí, jiné zdomácněly napříč celou organizací. Jednou z nich byl i Čtvrtý červenec, složený k této příležitosti.
Jméno autora i břevnovská slavnost časem upadly v zapomnění. Když se v červenci 1911 zeptal čtenář Národních listů na původ této písně, odpověděla mu redakce, že to není známo ani v sokolských kruzích, ale správně odhadla, že se pravděpodobně týká některé místní sokolské slavnosti. Tato kusá zpráva ale inspirovala spolupracovníka Věstníku sokolského k hledání informací a zveřejnění výsledků, díky čemuž se podařilo zachovat pro budoucnost jak příběh vzniku, tak i jméno autora.

## Text a hudba písně
Píseň má několik verzí. Například Sokolský zpěvník Aloise Neuberta z první čtvrtiny 20. století obsahuje následující:
Čtvrtého července

na Strahovských hradbách

[stáli sokolici]

v dlouhých, hustých řadách.

V dlouhých, hustých řadách

s vlajícím praporem,

[bolně pohlíželi]

na vrch za Břevnovem.

Na vrch za Břevnovem

k císařské oboře;

Pohledněte, milí,

pohledněte chvíli,

kdo to tam as oře.

Oře tam Čechie,

máti naše drahá,

[hodlá vyorati]

naše stará práva.

Naše stará práva

jsou tam zakopána,

[od našich nepřátel]

byla zašlapána.

Orej, máti, orej,

do umdlení orej,

[až budeš umdlévat],

Sokoly zavolej.

Sokoly zavolej

od slovanské Prahy,

oni ti pomohou

zahnat naše vrahy.

Zahnat naše vrahy

do pekel, kam patří,

[a pak provolejme]

„Na zdar, České vlasti.“
Hudba pochází z lidové písně Trucovitost či Trucovitá milá (Nanynko, Nanynko, ty jsi trucovitá), původně z Prácheňska. Najdeme ji v řadě zpěvníků z 19. a počátku 20. století, včetně sokolských.
Některé zdroje uvádějí mírně odlišný text. Po 1. světové válce se prosazoval začátek první sloky Šestého července. Výjimečně se můžeme setkat i se začátkem Osmý listopade.

## Odvozená díla
- František Kmoch zařadil první dvě sloky do své skladby Sokolský den.
- První verš využil Rudolf Těsnohlídek v básni Pochod, složené k sokolskému sletu r. 1926.[17]
- Ivan Martin Jirous, Jaroslav Kořán, Eugen Brikcius a Jiří Daníček byli roku 1973 odsouzeni k nepodmíněným trestům od 8 měsíců do jednoho roku za to, že v restauraci zpívali mimo jiné tuto píseň se slovy „…zahnat Rusy, vrahy“. Roku 2011 byl rozsudek zrušen, protože společenská nebezpečnost výtržnictví, jehož se skupina skutečně dopustila, nebyla natolik závažná.[18]